# Estació de Torrevella
L'Estació de Torrevella és una estació de ferrocarril situada a la ciutat homònima del Baix Segura. Formava part del ramal Albatera-Torrevella pertanyent a la línia Múrcia-Alacant. Des del 12 de gener de 1970 es troba fora de servei. Actualment, es troba convertida en parc del municipi.

## Situació ferroviària
Es troba al final del desmantellat branc de l'ample ferroviari ibèric Albatera-Torrevella, pk 26,180 a 3,73 metres d'altitud. Tenia un llarg d'aproximadament 520 metres en els quals hi havia 7 vies i dues andanes. L'estació comptava amb edifici de viatgers, excusats, cotxera de màquines, cotxeres de carruatges, magatzem de mercaderies i descarregador de mercaderies descobert.

## Història
Després de molts plans de construcció, la línia Alacant-Alquerías es va inaugurar l'11 de maig de 1884. El ramal va donar servei ferroviari a les ciutats de la comarca de la Vega Baixa d'Almoradí, Dolores, Benijòfar, Rojals i Torrevella, inicialment. El 19 de juliol de 1911, es va obrir al servei el baixador de Las Moreras, el nom de les quals prové de la finca en la qual es va construir, encara que la població més propera era Los Montesinos. La gestió del ferrocarril va ser a càrrec de la companyia Andaluces fins que l'empresa va fer fallida i en 1936 el govern republicà traspassà la gestió a la Companyia Nacional dels Ferrocarrils de l'Oest. Finalment, amb la creació en 1941 de RENFE es va tornar a confiscar la línia.
L'objectiu primigeni de la construcció del ramal va ser el transport de la sal de les Salines de Torrevella a Alacant per exportar-la a través del port. Per a aquesta comesa, es va habilitar un carregador descobert paral·lel a la via, prop del final de línia en l'estació de Torrevella, on arribava un ramal de la xarxa de via estreta de la pròpia indústria salinera. Això va afectar negativament a la població de la ciutat, que en aquella època es dedicava gairebé totalment al port i les salines. Després de manifestacions i reivindicacions, es va aconseguir que cessara el transport de la sal i es començara a construir un carregador marítim en el port de la ciutat.
L'anhelada i dilatada construcció del port, va precisar de la instal·lació de dos ramals en la línia, un per carregar pedres i un altre per descarregar-les en el port. El primer ramal eixia de l'estació d'Albatera cap a unes pedreres molt properes, d'ahí es transportava el material d'obra fins a Torrevella en l'estació de la qual emanava el segon ramal que arribava fins al principi del port en construcció. Tan aviat es van realitzar les obres, es van desmantellar tots dos ramals.

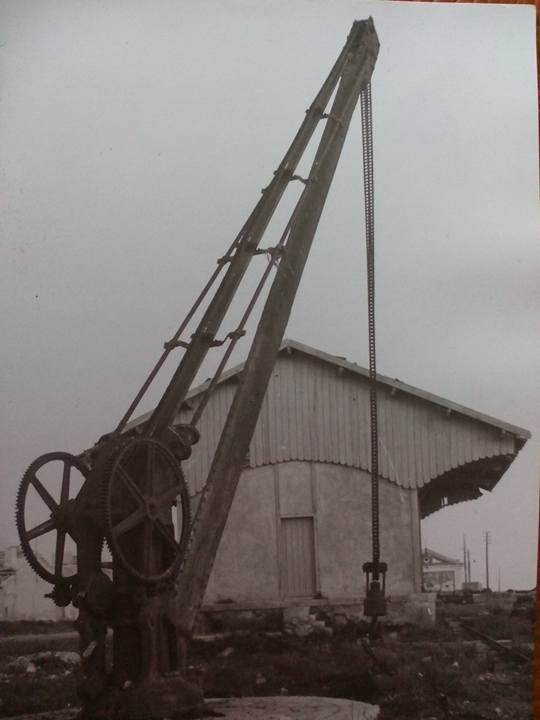
Vista des de la placa giratòria del magatzem

Torrevella va experimentar en la segona meitat del segle XX un creixement demogràfic de gran importància i, en conseqüència, es van crear noves ocupacions a la ciutat que, sumat als grans avanços tecnològics, van fer que es possibilitara la construcció d'un ramal des de l'estació fins a la indústria salinera amb la comesa inicial, extreure la sal a través del ferrocarril. Això només es va produir parcialment, amb trens mercants que circulaven quinzenalment.
En competència al ferrocarril es va fer pas el transport per carretera. Com el servei ferroviari de viatgers de la línia era deficient, no s'invertia capital, els usuaris de van decantar per l'automòbil. En els anys seixanta, els canyissars i les males herbes imperaven en diverses parts de la línia. Tant va ser així que la via de carregador d'Almoradí-Dolores va quedar inservible. Aquesta informació va ser transmesa al factor de circulació en Alquerías-Santomera, però es va desentendre el ramal a causa de la poca explotació. A poc a poc es va invertir menys. El 17 de març de 1966 l'estació de Benijòfar-Rojals va passar a ser baixador sense personal. Les males herbes van seguir envaint el traçat tant que es va reduir la velocitat màxima a 40km/h.

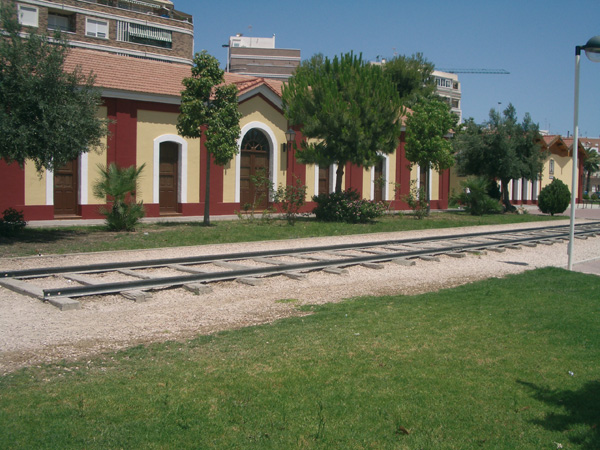
L'estació reformada

A causa de la poca explotació del ramal i el mal estat de les vies, el 12 de gener de 1970 es va cancel·lar el servei de viatgers i es van tancar les estacions en tot el recorregut. No obstant això, un tren de mercaderies seguia circulant cada dues setmanes fins a la indústria salinera per recollir sal i portar-la fins a Alacant. En conseqüència de les fortes tempestes i riuades de 1986, la peanya de la via es va afeblir i va provocar l'enfonsament d'una travessa que va fer descarrilar al tren saliner, la qual cosa va suposar el tancament final del ramal després de 100 anys d'existència. Irònicament, poc temps després del tancament, es va celebrar el 100 aniversari de la línia Murcia-Alacant. Finalment en els anys 90, el govern central va procedir al desmantellament de les vies promogut per la construcció de la N-332.
A la fi dels noranta, l'ajuntament de Torrevella sol·licita a RENFE la cessió del traçat que queda dins del seu terme municipal i els edificis de l'estació. Amb el vistiplau de RENFE, l'ajuntament procedeix a recuperar els edificis, donant-los una segona vida útil com a sales d'exposicions i museus; i el terreny que corresponia a la platja de vies es va rehabilitar com un parc municipal.

## Actualitat
Actualment, existeix a la zona un sentiment reivindicatiu de reconstrucció del ramal. Torrevella és una de les dues ciutats espanyola de més de 100.000 habitants que no compta amb servei ferroviari. Malgrat les insistències de la població de la comarca, els governs centrals han fet promeses de reconstrucció que no han acomplit. En els últims anys, la construcció del corredor del Mediterrani i el Tren de la Costa, ha inclòs a Torrevella en els plans d'estudi, però no es reben respostes o són desfavorables.